# 主語
主語（しゅご、ラテン語: subjectum、英: subject）は、文の構成素、文の成分の一つ。典型的には、英語やフランス語において述語（述語動詞）形を特権的に規定して文を成立させる、主格をなす名詞句または代名詞として観察される。また、他の言語においても、英仏語の主語と構造的に平行な関係にある名詞句や代名詞を「主語」と呼ぶことがある。
もともとは、アリストテレス以来の伝統的な論理学における「述語」（κατηγορούμενον、katēgorūmenon）の対概念である「主語」（ὑποκείμενον、hypokeimenon）に由来し、それが中世以降のヨーロッパ伝統文法にとりいれられて成立した概念である。その後の17世紀に入って、デカルト派言語学から生成文法などに至る近現代の言語学にも受け継がれているが、その定義は言語学者間で一致していない。日本では、江戸時代末期から明治にかけて西欧文法の知識を導入したとき、その文法を手本にして国文法の体系化を進める過程で定着した。

## 主語の起源と存在理由
主語は元々三段論法など伝統論理学の用語であった。三段論法では2つの前提文から結論文を正しく導くことが目的になる。ここで「文」とは「全てのバラは 赤い」のような平叙文であり、真偽の判定ができる、いわゆる命題のことである。
文は前半部分「主語」と後半部分「述語」とからなるとされる。主語とは、それについて「何事か言われるもの」であり、述語とはその言う事柄のことである。そして正しい考えの道筋が、複数の文の主語・述語を比較することによって説明される。文は真偽を問うことができるが、文の主語や述語を取り出して、それだけについて真偽を判定することはできない。
この主語という言葉が伝統文法の成立時から取り入れられ、ここでは基本的に「動詞に一致する主格名詞」の意味になった。文の前半部分はそのような名詞になることが多かったからである。やがて伝統文法は、同じく「偉大なる西洋の伝統」の柱である伝統論理学とともに学校で教えられることになる。
ここで2つの概念「意味の完成に必要な要素」と「動詞に一致する主格名詞」が同じ言葉「主語」を橋渡しになかば同一視された。また文法とは「文章作法」であったから、定着した理解は「作文において、あらゆる文には主語と述語がなければならない」というものであった。「主語 + 述語」のパターンの有無が、まともで「論理的な」文章の基準となったわけである。

## 主語の定義
西洋の言語学界では1850年から1930年にかけて、「主語」の意味をめぐって論争が繰り広げられた。過去に用いられた「主語」という用語を分析すると、以下の3つの概念が立ち現れてきた。すなわち、心理的主語（psychological subject）、文法的主語（grammatical subject）、論理的主語（logical subject）である。現代の統語論では、より精緻な定義がなされている。

### 心理的主語（主題）
話し手と聞き手がともに認識している事柄、文の残りの部分への「出発点」となる事柄を表す部分が心理的主語である。現在は主題などと呼ばれる。何が主語かは文脈に依存し、同一の文でも主語・述語が異なって分析されることがある。
たとえば、「太郎は走っている」(英語では Taro is running.) という文が「太郎は何をしているのか」という質問に対して発話されるとする。この場合、「太郎」(Taro) は双方が認識している事柄であるから主語であり、「走っている」(is running) は質問者が知らなかった情報を述べているので述語である。
一方、「走っているのは誰か」の答えとして「太郎が走っている」(Taro is running.) と言われた場合は、「太郎」(Taro) が質問の答えだから述語であり、「誰かが走っていること」は双方が認識していたので、「走っている」(is running) は主語である。
日本語では、助詞「は」で主題が表されることが多い。

### 文法的主語
文法的主語は、意味の側面を排除し、完全に形式的な側面から定められる。動詞と（性・数などが）一致する名詞が文法的主語である。主格の名詞句が主語である。
主格が主語となるのはあくまでも典型例であり、例外も少なからず認められる。たとえば、主語が主格以外の場合（英語の対格主語、日本語の与格主語など=斜格主語）、主格が主語以外の場合（日本語の主格目的語など）がある。また、能格絶対格言語では主格ではなく能格や絶対格が主語となる。このため、現代の文法研究において、格は文法的主語の定義に含まないのが一般的である。
中国語のように一致・格標示をもたない言語については、語順に基づき、動詞（あるいは述語）との相対的な位置関係から文法的主語が定義されることもある。

### 論理的主語（動作主）
文中の動作を行う人をあらわす名詞が論理的主語である。現在は動作主などと呼ばれる。
「太郎が次郎を殴った」（英語では Taro beat Jiro.）では「太郎」（Taro）が主語。受動文「次郎は太郎に殴られた」（Jiro was beaten by Taro.）でも殴るという動作をしたのは太郎なので「太郎」（Taro）が主語である。
論理的主語はその性質上、動作を表さない文には適用できない。たとえば「似ている」などの動詞や「赤い」などの形容詞、同一性をあらわす文（生徒会長は太郎だ）は動作を表しているとはいえない。

### 統語論の主語
過去の文法書では上記の3つの概念が混同されて、しばしば不可解な「主語」の概念が形成されていた。現在の日本の学校文法の主語も、心理的主語（～は）と文法的主語（～が）のあわせ技で定義されていると見ることもできる。
なお、文法的主語に関して、現代の統語論では上記の定義に加え以下のような形で精緻化が進んでいる。
- 同一節中で再帰代名詞と照応する名詞が文法的主語である。
- 構造的にみて、節の中で動詞句よりも外側の階層的位置を占める、付加詞でない名詞句が文法的主語である。

## 代名詞主語と省略
世界の言語には、主語を独立の名詞句として明示しなければならない言語（英語など）もあるが、そうでない言語もある。
主語を独立の名詞句として表さないことを「主語の省略」と言う。主語の省略を許す言語を「空主語言語」と呼ぶ。空主語言語で主語が省略されるのは、英語などが代名詞を主語として用いるような文脈であるので、これらの言語では代名詞の主語が省略されているのだと考える言語学者もいる（代名詞主語省略を参照）。
英語が代名詞主語を用いるような場合に、独立した代名詞を使わず、動詞のかたちを変えて、（陰在の代名詞）主語の人称・数・性などを表現する言語もある（イタリア語など）。このような言語では、動詞に付加される接辞などが代名詞主語を表現していると言える。
また、動詞以外にも様々な語に付属して用いられる接語によって主語の人称や数などを表す言語もある。例えば Chemehuevi 語では、文の最初の語の後ろに付く接語が英語の独立代名詞と同様の機能を持っている。
他のタイプとして、独立の名詞句である主語が占めるのとは別の位置に置かれる代名詞的な語が、英語の代名詞主語と同様に用いられる言語もある。例えば Longgu 語では、主語とは別に、主語と人称や数が一致する代名詞が必ず動詞句の直前になければならない。このため、この言語では、主語の占める位置と、それと一致する代名詞の占める位置は文法上異なると考えられる。このような言語の代名詞は、イタリア語などで動詞の接辞が果たしているのと類似した機能を持っていると言える。
日本語なども、独立した代名詞で主語を表現しないのが普通であるところはイタリア語・Chemehuevi 語などと同様である。ただし、日本語では動詞が主語の人称や数などを明示しているわけではなく、主語が何であるかを明示する代名詞的な表現は存在しないのが普通である。
代名詞主語の表現の仕方が英語・イタリア語・Chemehuevi 語・Longgu 語・日本語のどのタイプに属するかを世界 711 の言語について調査した結果は次の通り（地図）。
| 主語位置の代名詞によって、通常義務的に明示される（英語タイプ）          | 82     |
| 動詞の接辞によって表現される（イタリア語タイプ）                        | 437    |
| 様々な語に付属する接語で表現される（Chemehuevi 語タイプ）               | 32     |
| 名詞句の主語とは別の位置に置かれる代名詞で表現される（Longgu 語タイプ） | 67     |
| 主語位置の代名詞で表現可能だが、通常明示されない（日本語タイプ）        | 61     |
| 上記の二つ以上の手段で表現されるが、いずれかが基本的ということがない    | 32     |
|                                                                         | 計 711 |

また、それぞれのタイプに属する主な言語は次の通り。
| 英語タイプ          | アイスランド語、インドネシア語、オランダ語、デンマーク語、ドイツ語、ハイダ語、フランス語、マダガスカル語、ロシア語など |
| イタリア語タイプ    | アイヌ語、アヴェスター語、アムハラ語、アラビア語、アルバニア語、アルメニア語、印欧祖語、イテリメン語、エストニア語、カタルーニャ語、カンナダ語、キクユ語、ギリシア語、グアラニー語、グリーンランド語、コーンウォール語、サンスクリット(ヴェーダ語)、チェコ語、チュクチ語、ナバホ語、ナワトル語、ハンガリー語、パンジャーブ語、パーリ語、バスク語、ブルガリア語、ブルシャスキー語、ブルトン語、ベルベル語、ラテン語など |
| Chemehuevi 語タイプ | オジブワ語、ブラックフット語、ポーランド語、ムンダリ語など |
| Longgu 語タイプ     | イボ語、グルジア語、コサ語、ソマリ語、ハウサ語、フィジー語など |
| 日本語タイプ        | グーグ・イミディル語、官話（中国語）、朝鮮語、ハワイ語、ビルマ語、マラヤーラム語、モンゴル語ハルハ方言、レズギ語など |

## 例文一覧
1. ↑  英語の例。代名詞主語を省略した (b) のような文は通常許容されない。
| a. | I was singing. |
| b. | * Was singing. |
2. ↑  イタリア語の例。動詞によって主語が一人称単数（私）であることが明示されている。
| Non                                              | volev-o                | mangiare      |
| 否定                                             | 欲する.半過去-一単主語 | 食べる.不定詞 |
| 私は食べたくなかった (cf. I didn't want to eat.) |                        |               |
3. ↑  ユト・アステカ語族 Chemehuevi 語の例。(b) では文頭の語に後接する接語で主語が一人称単数（私）であることが示されている。
| a. | Ann                      | waha-k             | tɨmpi       | punikai-vɨ  |
|    | アン                     | 二つ-目的語        | 石          | 見る-過去   |
|    | アンは石を二つ見た       |                    |             |             |
| b. | puusi-a=n                | puusi-a=n          | maga-vɨ     | maga-vɨ     |
|    | 猫-目的語=一単主語       | 猫-目的語=一単主語 | 与える.過去 | 与える.過去 |
|    | 私は猫を（誰かに）あげた |                    |             |             |
4. ↑  大洋州諸語 Longgu 語の例。動詞によって主語が一人称単数（私）であることが明示されている。
| a. | mwela-geni               | mwela-geni | e    | vusi     | angi |  |
|    | 子供-女                  | 子供-女    | 三単 | ほとんど | 泣く |  |
|    | 少女はほとんど泣いている |            |      |          |      |  |
| b. | e                        | zudu       |      |          |      |  |
|    | 三単                     | 座る       |      |          |      |  |
|    | 彼／彼女は座っている     |            |      |          |      |  |
5. ↑  日本語の例。(b) のような主語の省略が普通である。動詞には主語の人称や数を表す標識が無い。
| a. | 私は歌っていました。 |
| b. | 歌っていました。     |

## 主語優勢・主題優勢
主語（動作主）が語順や名詞の形などで（主格として）明示される言語を主語優勢言語といい、一方、主題が明示される言語を主題優勢言語という。日本語も主題優勢言語であるとされる。
日本語では、主題も動作主主語もそれぞれ「は」「が」で明示され、またどちらも文の必須要素ではないが、「は」のつく名詞は統語論上特別な地位にある。

## 各言語における主語
主語は言語ごとに性質が大きく異なる。

### 日本語
いわゆる学校文法的には、次のように説明される。
「が」「は」などの助詞を伴った文節が主語である。主語がない場合や、主語が省略されることも多い。
しかし、専門的には日本語の主語について統一した見解は今のところなく、日本語学・言語学においては日本語の主語をめぐる議論が今も続いている。
原因のひとつには、言語学で（国際的に）言う「主語」は、典型的には「主語優勢言語」である英語のそれのような（上述の #文法的主語 の節で説明している）、動詞との呼応などといった性質を持つものであり、英文で天気について言及する時の「It」のような、形式的にであっても文を成り立たせるために必要なものを指す、ということが挙げられる。それに対し、一般に日本語を母語とする話者が前述のように意識する「主語」は、言語学では「主題」とされるものであることがあり、日本語は「主題優勢言語」とされているように、言語学的な「主語」とのズレがあることがある（さらに、たとえば主題優勢言語という考え方が唱えられたのは1970年代であるが、前述のように統一した見解になっていないことなどから、学校文法にあまり反映されていない、という事情もある）。
たとえば、次のような議論が想起できる。
「太郎には 才能が ある。」という文について、
- 形態を重視する立場：「が」を伴った文節が主語であるから「才能が」が主語である。
- 統語・意味を重視する立場：「才能が ある」「太郎には ある」ではひとつの文として完結しない。したがって、「太郎には」が主語であり、「才能が ある」は、連語述語と考えることができる。（鈴木重幸・高橋太郎ら、言語学研究会の主張。）
- 機能を重視する立場：「太郎に」は主題を示す「は」を伴っており、これは主題である。また、「才能が」は主格補語である。

ここでは（ウィキペディア日本語版であるため）日本語の場合について特に取り上げたが、これに関し世界の言語のうち、日本語がことさら特殊というわけではなく、たとえば、主語優勢言語に比べ主題優勢言語が珍しい、主語優勢言語が優れていて主題優勢言語が劣っている（あるはその逆）などといった事実が言語学的に存在したりはしない。

### その他の言語
英語、フランス語では名詞及び代名詞が単独で主語になることができ、it / il のように特に何も対象のない形式主語もある。形式主語は、「雨が降る」 “It rains” “Il pleut” のように天候・気温などを表す場合などに用いる。
スペイン語、イタリア語などでは省略されることが多い。ただし、これらの言語における主語の省略は日本語における主語の省略と性質を異にする。すなわち、日本語において主語は形態的には何らの人称性の痕跡も残さずに省略されるが、これらの言語では動詞の形態が主語の人称（性・数）と対応しているため、見かけ上は主語が省略されていても、実質的には動詞が人称区分された主語を標示していることになる。
ラテン語もCogito, ergo sum.「我思う故に我あり」というように主語が省略されることがある（これは、格により、省略されても主語は明確だからだ、とされている）。